# Cola attiensis
Cola attiensis es una especie de árbol de la familia de las malváceas.   Es  endémica de Costa de Marfil.  

## Descripción
Es un arbusto o árbol pequeño que alcanza los 4 m de altura. Se encuentra bajo arbustos en la selva húmeda o en las riveras de ríos en Costa de Marfil y sur de Nigeria.

## Propiedades
La planta, cuya parte no se ha concretado, se usa en Costa de Marfil para tratar las hemorroides.
Un extracto de la planta presenta propiedades contra la Leishmaniasis.

## Sinonimia
- Cola bodardii Pellegr.
- Cola attiensis Aubrév. var. attiensis
- Cola attiensis var. bodardii (Pellegr.) N.Hallé (1961)[4]